# 小林麻由子
小林 麻由子（こばやし まゆこ、1981年8月21日 - ）は、日本の女性声優。テアトル・エコー所属。

## 出演作品

### テレビアニメ
- ウィッチ -W.I.T.C.H.-（エリオン）
- ウルトラマニアック（パイン）
- CLUSTER EDGE（貴婦人）
- NARUTO -ナルト-（女の子）
- ふたりはプリキュア Max Heart（インテリジェン）

### ゲーム
- うるるんクエスト恋遊記（瑠璃）
- ラスト・エスコート

### ドラマCD
- 花嫁はいじっぱり〜王子様のプロポーズ大作戦〜（悦子）

### 吹き替え
- アイス・プリンセス（ニッキー）
- 彼女たちの時間（子供の頃のナタリー）
- キャスパー ※DVD・BD版
- キャプテン・ウルフ
- スタートレックVI 未知の世界
- スティック・イット!（ニッキー・スーフー）
- ディープ・ライジング コンクエスト
- トリコロールに燃えて
- ライアンを探せ!
- LOVERS